# Гигантский слепун
Гигантский слепун, или ринотифлопс Шлегеля, или мозамбикская слепозмейка Шлегеля (лат. Afrotyphlops schlegeli) — вид змей из семейства слепозмеек. Распространён в восточной и южной Африке. Является крупнейшей в мире слепозмейкой. Безвреден для человека и питается исключительно термитами.

## Этимология
Видовое название schlegeli дано в честь немецкого герпетолога Германа Шлегеля.

## Описание
Обнаружены три различные цветовые фазы A. schlegelii: однородная, пятнистая или полосатая.
- Однородные особи имеют окраску от чёрного до коричневого цвета на спине и соломенного цвета на брюшной стороне.
- Особи пятнистой фазы имеют чёрные или тёмно-коричневые нерегулярные пятна на спине и жёлто-зелёные или жёлтые на брюшной стороне и по бокам.
- Полосатая фаза возникает из-за того, что каждая чешуйка окаймлена чёрным.

Максимальная зарегистрированная длина составляет 95 см.
Чешуя расположена в 30—44 ряда вокруг тела. В позвоночном ряду насчитывается более 300 чешуек (максимум 623).

## Ареал
Встречается в Анголе, Ботсване, Демократической Республике Конго, Эсватини, Эфиопии, Кении, Малави, на юге Мозамбика, на севере Намибии, Сомали, Южной Африке, на юге Судана, Танзании, на севере Уганды, Замбии и Зимбабве.

## Образ жизни
Afrotyphlops schlegelii встречается в различных средах обитания, от пустынь до прибрежных зарослей кустарников.
Является роющим видом, и очень крупные особи встречаются глубоко под землёй.

## Размножение
Яйцекладущий вид. Самка обычно откладывает 12—40 яиц, но очень крупные особи могут откладывать до 60. Яйца, откладываемые поздней весной или летом, имеют длину 20—22 мм и ширину 10—12 мм. Детёныши вылупляются через 5—6 недель.

## Подвиды
По данным Reptile Database на март 2025 года выделяют два подвида:
- Afrotyphlops schlegelii schlegelii (Bianconi, 1860)
- Afrotyphlops schlegelii petersii (Bocage, 1873)